# Hadigny-les-Verrières
Hadigny-les-Verrières – miejscowość i gmina we Francji, w regionie Grand Est, w departamencie Wogezy.
Według danych na rok 1990 gminę zamieszkiwało 351 osób, a gęstość zaludnienia wynosiła 26 osób/km² (wśród 2335 gmin Lotaryngii Hadigny-les-Verrières plasuje się na 705. miejscu pod względem liczby ludności, natomiast pod względem powierzchni na miejscu 401.).